# بونز ألين
بونز ألين (بالإنجليزية: Bones Allen)‏ هو لاعب هوكي جليد كندي، ولد في 12 سبتمبر 1881 في كورنوال في كندا، وتوفي في 28 يونيو 1941 في فانكوفر في كندا.